# Pikkelyesfejű rozsdásrigó
A pikkelyesfejű rozsdásrigó (Cossypha albicapillus) a madarak (Aves) osztályának verébalakúak (Passeriformes) rendjéhez, ezen belül a légykapófélék (Muscicapidae) családjához tartozó faj.

## Rendszerezése
A fajt Louis Pierre Vieillot francia ornitológus írta le 1818-ban, a Turdus nembe Turdus albicapillus néven. Régebben használták a Cossypha albicapilla nevet is.

## Alfajai
- Cossypha albicapillus albicapillus (Vieillot, 1818)
- Cossypha albicapillus giffardi Hartert, 1899
- Cossypha albicapillus omoensis Sharpe, 1900[2]

## Előfordulása
Afrika középső részén, Benin, Bissau-Guinea, Burkina Faso, Csád, Dél-Szudán, Elefántcsontpart, Etiópia, Gabon, Ghána, Guinea, Kamerun, a Közép-afrikai Köztársaság, Mali, Niger, Nigéria, Szenegál, Sierra Leone, Szudán és Togo területén honos.
Természetes élőhelyei a szubtrópusi és trópusi szavannák és cserjések, valamint ültetvények és vidéki kertek. Állandó, nem vonuló faj.

## Megjelenése
Testhossza 27 centiméter, testtömege 53-65 gramm.
|  |

## Természetvédelmi helyzete
Az elterjedési területe rendkívül nagy, egyedszáma pedig stabil. A Természetvédelmi Világszövetség Vörös listáján nem fenyegetett fajként szerepel.